# Rudolf II di Coevorden
Rudolf di Coevorden (Coevorden, 1196 – Hardenberg, 25 luglio 1230) è stato un condottiero olandese, vincitore nel 1227 della battaglia di Ane contro le truppe del principe-vescovo di Utrecht.

## Biografia

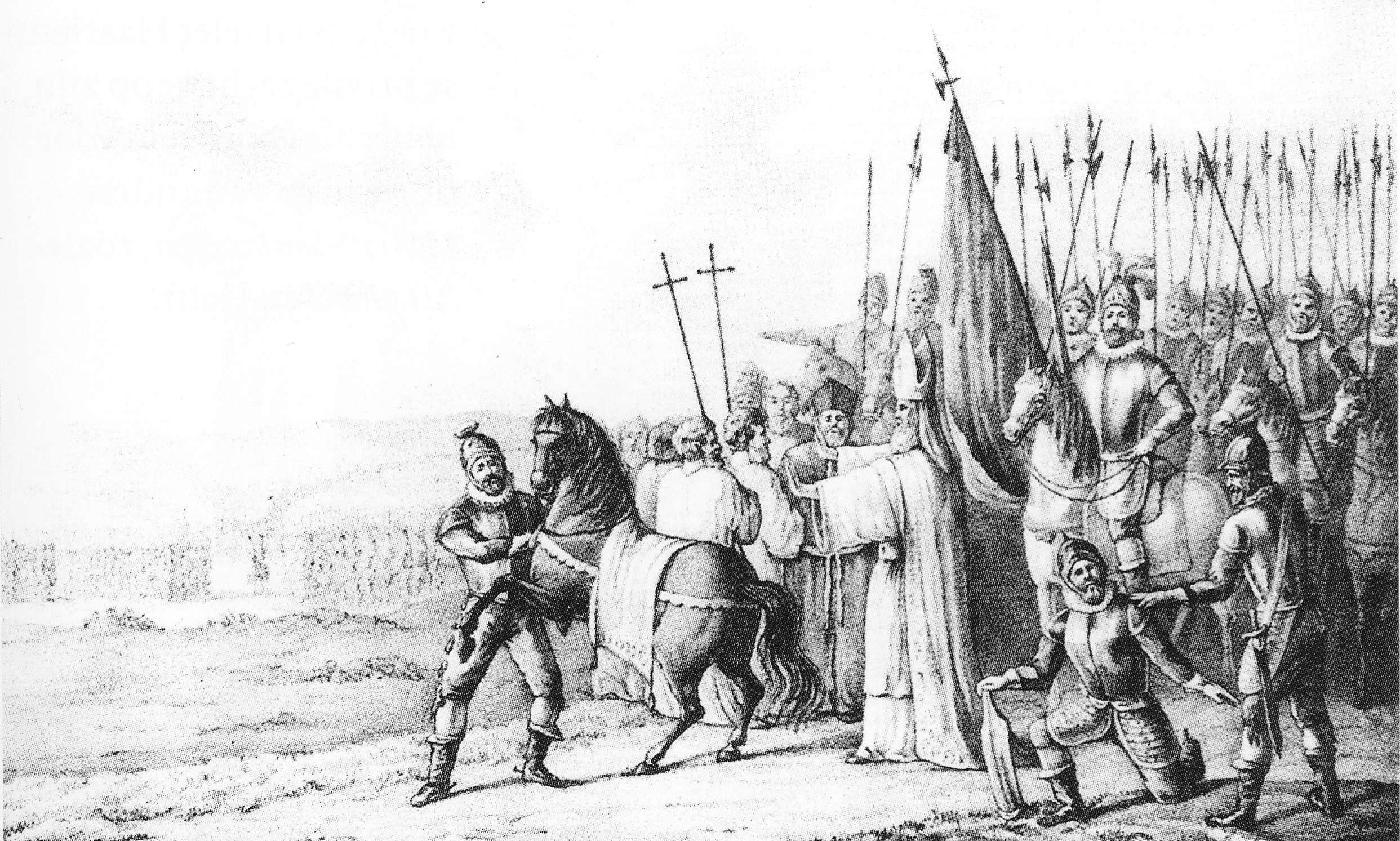
Otto II di Lippe scomunica Rudolf II di Coevorden (incisione di Jan Fels, 1835)

### La famiglia
Rudolf di Coevorden apparteneva a una famiglia della piccola nobiltà neerlandese della Drenthe. A metà del XII secolo Hardbert, vescovo di Utrecht dal 1139 al 1150, nominò i suoi due fratelli Ludolf e Leffard burggraaf rispettivamente di Groninga e Coevorden, due città formalmente feudi della diocesi di Utrecht, ma situati in territori chiamati «Oversticht», ossia non contigui alla città di Utrecht e al territorio, detto «Sticht», immediatamente circostante Utrecht. Il padre di Rudolf si chiamava Volker. Rudolf sposò una donna di nome Sophia dalla quale ebbe tre figli maschi (Bertolt, Heino Henrikus e Cyse) nessuno dei quali tuttavia ricoprì cariche importanti. Solo nel 1288 un suo nipote, Reinoud van Coevorden, ottenne nuovamente il potere a Coevorden dando così inizio a dinastia che sarebbe durata fino al 1402.

### La battaglia di Ane

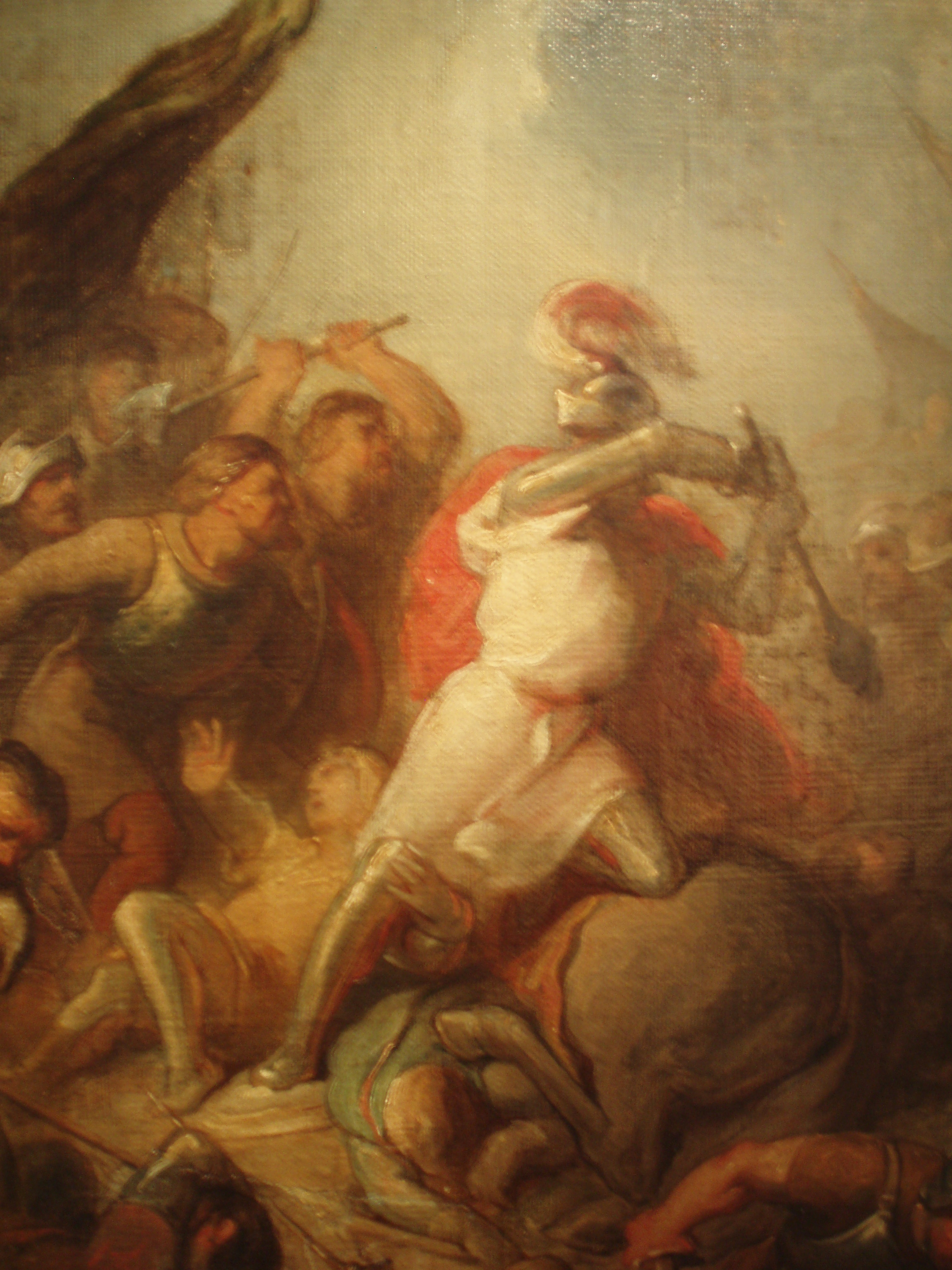
Battaglia di Ane (Dipinto di Antonie Frederik Zürcher, 1825-1876)

Castellano di Coevorden, Rudolf II rifiutava di riconoscere l'autorità di Utrecht sull'Oversticht, perseguendo anzi una politica autonoma di espansione ai danni della città di Groninga, appoggiato in ciò dai Gelkingers, la più importante famiglia di commercianti di Groninga. Nell'estate del 1227, approfittando della lontananza di Rudolf impegnato nell'assedio di Groninga, il battagliero principe vescovo di Utrecht Otto II, deciso di ripristinare anche con la forza l'autorità di Utrecht su tutti i territori della diocesi, con la promessa di indulgenze e di un ricco bottino radunò un esercito numeroso e bene armato per la conquista del castello di Coevorden. Rudolf, il cui esercito era costituito da pochi soldati professionisti, soprattutto arcieri, interruppe l'assedio di Groninga e, con una marcia a tappe forzate, guidò i suoi uomini verso l'esercito vescovile riuscendolo a intercettare nei pressi del villaggio di Ane. 
Durante la marcia di avvicinamento le file dell'esercito di Rudolf si infoltirono con gli abitanti dei villaggi della Drenthe, di ambo i sessi, armati degli attrezzi da lavoro (zappe, falci, ecc.). Rudolf riuscì ad attirare i suoi avversari in una zona paludosa nella quale i guerrieri con pesanti armature non potevano muoversi agevolmente; i contadini di Rudolf uccisero circa 400 soldati avversari, fra cui lo stesso vescovo Otto mutilato orribilmente prima di essere ucciso, e ne fecero prigionieri numerosi altri.

### La guerra coi Frisoni
L'episodio ebbe risonanza in tutta Europa, a dimostrazione che anche i nobili guerrieri di professione potevano essere battuti da contadini male armati ma dotati di una migliore conoscenza del territorio. Per diversi secoli, infatti, il potere feudale si tenne ben lontano dalla Drenthe, la zona dello scontro, che conservò una certa autonomia fino al 1588 allorché entrò a far parte della Repubblica delle Sette Province Unite. Nei primi anni successivi alla battaglia di Ane, tuttavia, Rudolf non ebbe tregua neanche col nuovo vescovo di Utrecht Vilbrando di Oldenburg, anch'egli esperto militare per aver partecipato alla Quinta crociata. Vilbrando continuò con alterna fortuna la lotta contro i ribelli della Drenthe chiedendo l'intervento dei Frisoni, i quali temevano soprattutto la concorrenza commerciale di Groninga e Coevorden. Rudolf II sconfisse tuttavia anche i Frisoni, nonostante una battuta di arresto a Peize nel 1229.

### La morte
La fine di Rudolf avvenne per un tranello del nuovo vescovo di Utrecht. Nel 1230 Vilbrando invitò Rudolf al castello di Hardenberg per negoziare la pace nella guerra che gli portavano Utrecht e i Frisoni. Rudolf accettò, fidandosi dell'uomo di chiesa, ma appena arrivato, fu arrestato, sottoposto al supplizio della ruota, dopo di che il suo corpo fu impalato ed esposto al popolo.